# Raksányi Imre
Raksai Raksányi Imre (Orosháza, 1818. május 13. – Temesvár, 1849. augusztus 9.) 1848-1849-es honvéd alezredes, szakíró.

## Életútja
Raksányi Imre császári és királyi huszár alezredes és Ruttkay Anna fia. Kiképeztetését az olmützi tüzérségi katonai iskolában nyerte és császári és királyi bombavető volt. Megindította Bécsben a Szövétnek c. első magyar katonai szaklapot. Az 1848-49. évi szabadságharcban tevékeny részt vett, 1849-ben honvédtüzérőrnagy, majd tüzérségi felügyelő, később honvéd alezredes lett. Ez idő alatt a kormányzó személyes rendelkezésére volt beosztva. Mint Kossuth Lajosnak rokona és föltétlen híve mindvégig kitartott mellette és megbízott harctéri kiküldötte- és informátoraként szerepelt. 1848-ban hadtudományi folyóiratot szándékozott kiadni és programmját március 25-én ki is adta s első füzetét júliusra ígérte, mely azonban nem jelent meg. Valószínűleg a temesvári csatában esett el 1849. augusztus 9-én. (Nagy Iván szerint külföldre menekült.)

## Munkája
- Honvédelmi szövétnek. Pozsony, 1848. Három táblázattal, egy tervrajzzal és egy térképpel.